# Кочева (Брянская область)
Кочева — деревня в Жуковском районе Брянской области, в составе Заборско-Никольского сельского поселения. 
 Расположена в 3 км к юго-западу от деревни Никольская Слобода, к западу от деревни Новая Буда. Население — 15 человек (2010).

## История
Возникла около 1930 года как посёлок Кочевский; до 2005 года входила в Летошницкий сельсовет.
В 1964 году к деревне присоединена деревня Буда.
| Годы      | 1979 | 1989 | 2002 | 2010 |
| --------- | ---- | ---- | ---- | ---- |
| Население | 72   | 50   | 24   | 15   |